# Mayakovski
Mayakovski är en ort i Armenien. Den ligger i provinsen Kotajk, i den centrala delen av landet, 13 kilometer nordost om huvudstaden Jerevan. Mayakovski ligger 1 414 meter över havet och antalet invånare är 1 727.
Terrängen runt Mayakovski är varierad. Runt Mayakovski är det ganska tätbefolkat, med 149 invånare per kvadratkilometer.. Närmaste större samhälle är Jerevan, 13,2 kilometer sydväst om Mayakovski. 
Runt Mayakovski är det i huvudsak tätbebyggt.